# The Amazing Quest of Ernest Bliss
The Amazing Quest of Ernest Bliss é um filme estadunidense de 1936, do gênero comédia romântica, dirigido por Alfred Zeisler e estrelado por Cary Grant e Mary Brian.

## Sinopse
Ernest Bliss é um médico, jovem e rico, que anda deprimido. Não consegue perceber que a depressão que sente deve-se ao tédio, pois tem muito pouco a fazer. Resolve, então, consultar um amigo, também médico. Este lhe dá uma receita que, acredita, Ernest não poderá cumprir: deverá ele ganhar seu próprio dinheiro durante um ano, sem usar nada da riqueza que herdou. Mas Ernest aposta 50.000 dólares sairá vitorioso do desafio.

## Elenco
- Cary Grant ....  Ernest Bliss
- Mary Brian ....  Frances Clayton
- Peter Gawthorne ....  Sir James Alroyd
- Henry Kendall ....  Lord Honiton
- Leon M. Lion ....  Dorrington